# Ptilinopus luteovirens
Ptilinopus luteovirens là một loài chim trong họ Columbidae.